# Sociaal-Democratische Jongelieden Bond
De Sociaal-Democratische Jongelieden Bond (SDJB) was een vereniging van jongens en jonge mannen, die in 1888 te Amsterdam werd opgericht en de socialistische beginselen was toegedaan. De bond kan worden beschouwd als de eerste representant van de (socialistische, rode) jeugdbeweging in Nederland en fungeerde als jeugdorganisatie van de toenmalige sociaaldemokratische partij, de Sociaal-Democratische Bond (SDB). De SDJB werd in 1897 omgedoopt tot Socialistische Jongelieden Bond.

## Geschiedenis

### Voorgeschiedenis
De eerste vermelding van een jongeliedenbond op socialistische grondslag betrof de vereniging Meer Licht uit de Zaanstreek in 1885. Uit hetzelfde jaar dateren vermeldingen van de Groningse SJB, van een Haagse SJB (in oprichting), van een Rotterdamse en van een SJB in Sneek. Alle vermeldingen betreffen teksten in Recht voor Allen, het orgaan van de Sociaal-Democratische Bond, dat in 1879 voor het eerst door Ferdinand Domela Nieuwenhuis werd uitgegeven.

### Oprichting en groei

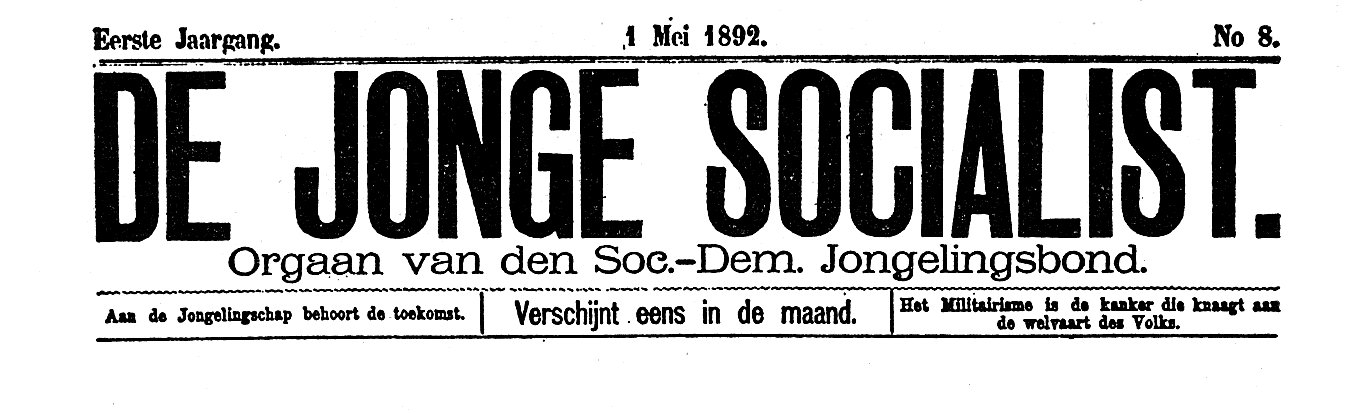
kop van De Jonge Socialist van 1 mei 1892

Op 12 augustus 1888 werd tijdens een congres te Amsterdam besloten dat de plaatselijke SJB's zouden samengaan in een “Sociaal-Democratische Jongelieden Bond (SDJB)”. Deze werd vervolgens in zijn geheel lid van de Sociaal-Democratische Bond. Aanvankelijk lag het centrum van de activiteiten in het westen van het land, maar in 1891 werd het jaarlijkse congres in Lemmer gehouden, wat wijst op een belangrijke groei van de bond in Friesland. Deze groei hing samen met de zware landbouwcrisis in de jaren 1890/1893 in dit deel van het land.
In deze tijd schoten zelfs in kleine plaatsjes afdelingen uit de grond.
De SDJB gaf het orgaan De Jonge Socialist uit.

### 1893 – 1897
Na 1893 begon het ledental terug te lopen. In 1894 ontstond de SDAP. De strijd tussen de “parlementaire” en “revolutionaire” stroming in de socialistische beweging laaide ook in de SDJB op. Een voorstel voor een reorganisatie van de bond dateert van eind 1896. De bond wordt op een vrij-socialistische, in plaats van een sociaaldemocratische grondslag geschoeid en krijgt een nieuwe naam: de Socialistische Jongelieden Bond (SJB).

## Karakteristieken van de SDJB
De belangrijkste kenmerken van de SDJB kunnen als volgt worden samengevat:
- De strijd tegen de kinderarbeid: alhoewel de leden der socialistische jongeliedenbonden niet tot het eigenlijke fabrieksproletariaat behoorden – voor zover bekend kwamen de meesten met 11 à 12 jaar van school en gingen dan aan het werk als loopjongen, drukkers- of zettersleerling, schildersknecht, sigarenmaker, aankomend horlogemaker, diamantslijpersleerling, winkelbediende, timmermansjongen, meubelmakersjongen, enz. - werd in de late jaren tachtig van de 19e eeuw binnen de arbeidersbeweging de kinderarbeid een belangrijk thema. In het kielzog daarvan werd ook door verschillende jongeliedenbonden veel aandacht hieraan besteed[4]
- Verwerving van kennis en cultuur: een belangrijk element van het werk van de SDJB bestond uit het bevredigen van de behoefte aan kennis en cultuur onder haar leden. Veel van deze leden “waren bezield door een verlangen naar weten en een hunkering naar schoonheid. Maar wetenschap en kunst lagen niet binnen het bereik van arbeiderskinderen. Ze moesten er zichzelf een weg heen banen[5]. Die weg was een weg van lezen en nog eens lezen: “de bochtige weg der autodidacten”. Een van de taken van de SDJB was dan ook het verzorgen van bibliotheken.
- Geheelonthouding: naast de zucht tot weten was ook de grote levensernst en de neiging tot ascese een kenmerk van de leden van de SDJB. Vooral de strijd tegen “de vergiftigende invloed van koning Alcohol” stond hoog in het vaandel. De geheelonthouding zou in de latere vrije jeugdbeweging een zodanig centrale plaats gaan innemen dat Harmsen spreekt van “blauwe jeugd”[6].
- Verzet tegen geloof en kerk: veel leden waren fervente atheïsten en ook de bond als geheel ondernam activiteiten, gericht tegen “het ordegegalm in de kerken”[7]
- Waardering voor Domela Nieuwenhuis: Ferdinand Domela Nieuwenhuis gold als het grote voorbeeld voor de leden van de SDJB. Op de schoorsteen stond zijn portret naast dat van Multatuli. Ongetwijfeld heeft zijn populariteit ertoe bijgedragen dat in het conflict tussen parlementairen en anti-parlementairen veel socialistische jongelieden voor de laatsten kozen[8].
- Anti-militarisme: de strijd tegen het militarisme nam in het bondsleven een uiterst belangrijke plaats in. Onder de kop van De Jonge Socialist prijkte het motto “Het militarisme is de kanker, die knaagt aan de welvaart des volks”. Het antimilitaristisch gedachtegoed werd geconcretiseerd in acties om het systeem van “remplaçanten” te beëindigen. Dienstplichtigen uit gegoede kringen konden een remplaçant (vervanger) huren. Daardoor trof men in het leger hoofdzakelijk jongens uit armere milieus aan. In 1898 werd de algemene dienstplicht ingevoerd. Daarmee kwam een eind aan het remplaçanten-systeem[9].
- Verhouding tussen jeugd en volwassenen: in de SDJB was - in tegenstelling tot latere jeugdbonden - op geen enkele wijze sprake van een tegenstelling of wrijving tussen jongeren en volwassenen. Ook werd in de sociaaldemocratische jongeliedenbonden nog geen uitdrukking gegeven aan het “jeugdeigene”. Kennelijk was er nog totaal geen belangstelling voor de specifieke behoeften, verlangens en idealen van de jeugd; iets dat in de latere vrije jeugdbeweging een centrale rol zou spelen.[10]. Als belangrijkste reden voor de vorming van de SDJB mag daarom beschouwd worden dat de leeftijdsgrens van de SDB op 18 jaar lag. Zo beschouwd vormde de SDJB feitelijk de jeugdafdeling van de SDB.

## Voetnoten
1. ↑  Harmsen 1961, p. 24f
2. ↑  Harmsen 1961, p. 27/8
3. ↑  Harmsen 1961, p. 28; op pag. 42/3 wordt in een tabel een overzicht van (groei en ontwikkeling van) de afdelingen van de SDJB gegeven
4. ↑  Harmsen 1961, p. 30/1
5. ↑  Harmsen 1961, p. 31
6. ↑  Harmsen 1961
7. ↑  Uit een verslag van 1893, geciteerd bij Harmsen 1961, p. 33
8. ↑  Harmsen 1961, p. 33/4
9. ↑  Harmsen 1961, p. 34f
10. ↑  Harmsen 1961, p. 40/1